# Tribunal de Presas

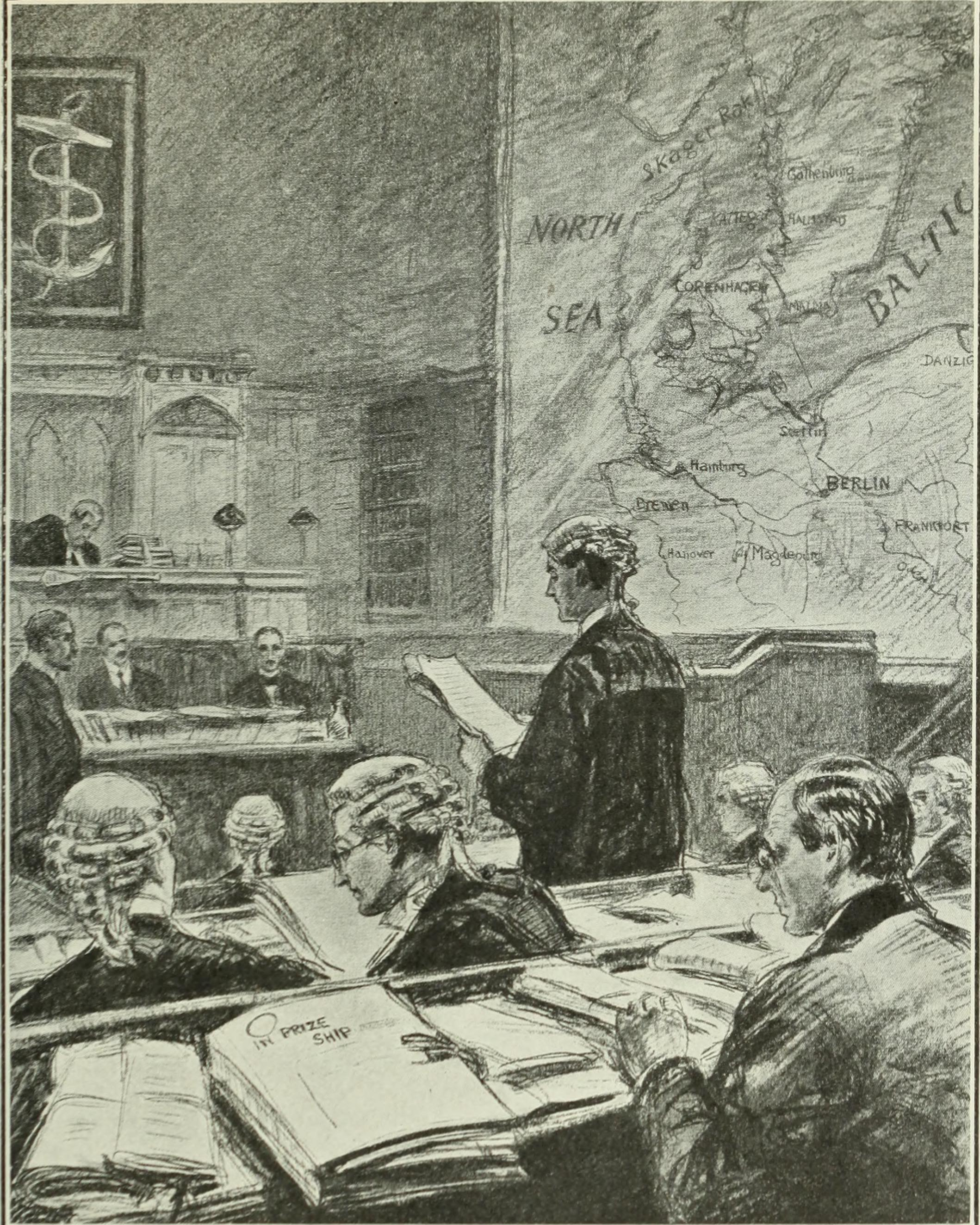
Desarrollo de una sesión en un Tribunal de Presas de Reino Unido durante la Primera Guerra Mundial.

Un Tribunal de Presas o Tribunal de Apresamientos es un órgano interno de un Estado que, en caso de guerra, está encargado de decidir si deberán o no permanecer confiscados los barcos mercantes del enemigo o de países neutrales y sus cargamentos capturados por sus fuerzas navales.
El Tribunal de Presas debe resolver además todas las cuestiones relacionas con el apresamiento, como los pagos de daños y perjuicios  en los casos de apresamientos injustificados. En el pasado, antes de la abolición del corso marítimo, también juzgaba la legitimidad de las capturas hechas por los corsarios para los que el Estado hubiera emitido una patente de corso.